# Quatre Étoiles
Pour plus de détails, voir Fiche technique et Distribution.
Quatre Étoiles est un film français réalisé par Christian Vincent, sorti en 2006.

## Synopsis
France « Franssou » Dumanoir est professeur d'anglais en région parisienne. Lorsqu'elle hérite de 50 000 euros, elle décide de s'offrir quelques luxueux jours de rêve au Carlton, un palace de la Croisette à Cannes sur la Côte d'Azur. Elle y rencontre Stéphane Lachesnaye, un mythomane haut en couleur qui tente de l'escroquer. La demoiselle ne se laisse pas faire mais est séduite par le personnage. Ils vont finalement faire cause commune pour tenter d'escroquer un ex-pilote de course.

## Fiche technique
- Titre : Quatre Étoiles
- Réalisation : Christian Vincent

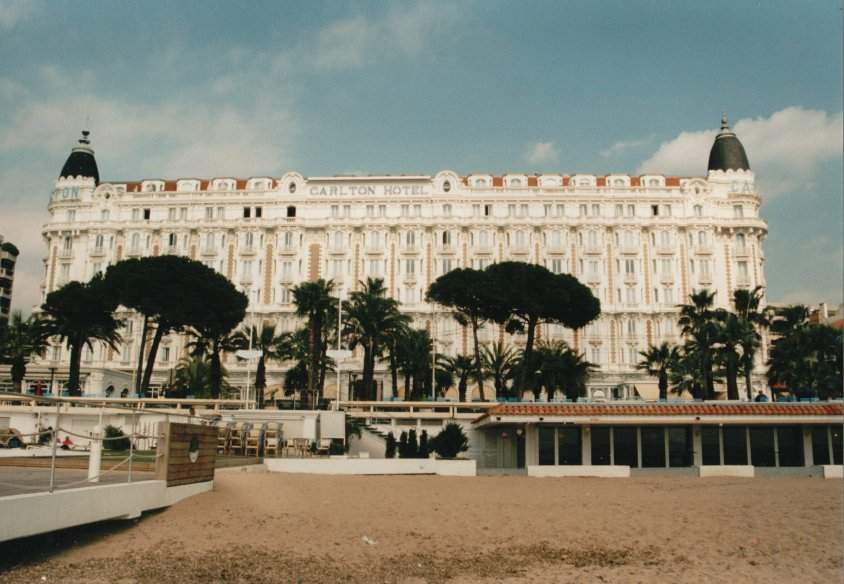
L'Hotel Carlton à Cannes.

- Scénario : Olivier Dazat et Christian Vincent
- Musique : André Manoukian
- Photographie : Hélène Louvart
- Montage : Yves Deschamps
- Production : Olivier Delbosc et Marc Missonnier
- Société de production : Fidélité Productions, Studiocanal, TF1 Films Production, TPS Star et D Productions
- Société de distribution : Mars Distribution (France)
- Pays :  France
- Genre : comédie
- Durée : 106 minutes
- Date de sortie : 3 mai 2006

## Distribution
- Isabelle Carré : France « Franssou » Dumanoir
- José Garcia : Stéphane Lachesnaye
- François Cluzet : René
- Jean-Paul Bonnaire : Jacky Morestel
- Michel Vuillermoz : Marc
- Mar Sodupe : Christina
- Guilaine Londez : Marianne
- Charline Paul : La voisine
- Olivier Dazat : Casteldi
- Luis Rego : Robert
- Renée Le Calm : Mlle Poilloux
- Éliane Adatto : Concierge
- Vincent Andrieu : Employé notaire
- Guillaume Bacquet
- Marcelle Barreau
- Jean-Claude Bolle-Reddat : Réceptionniste
- Joseph Braconnier : Bagagiste
- Claire Charré : Conseillère bancaire
- Marius Colucci : Employé de réception
- Jean-Louis Combelles : Maître d'hôtel
- Fernand Dalmasso : Automobiliste
- Georges Eon
- Sébastien Féron : Loueur de voiture
- Raymond Gil : Notaire
- Colette Grivet : Femme de ménage
- Stéphane Jouin : Barman
- Gérard Jumel : Directeur
- Béatrice Khebizi
- Johnny Luchenne
- Philippe Manesse : Homme hippodrome
- Richard Morgiève : Prêtre
- Kim Nhan
- Michel Ouimet
- Patrick Palmero : Roberto
- Ham-Chau Luong : Couple asiatique
- Hoan Pham : Couple asiatique
- Philippe Smail : Bruno
- Claude Testoris
- Aurélie Valat : Secrétaire du notaire
- Marion Waternaux : Serveur sri lankais